# Bohuslav Hellich
Bohuslav Hellich (31. května 1851 Poděbrady – 26. července 1918 Praha-Bohnice) byl český psychiatr, přírodovědec a antropolog, ředitel Ústavu pro choromyslné v Praze-Bohnicích. Jeho starším bratrem byl poděbradský lékárník a starosta města Jan Hellich.

## Životopis
Narodil se v Poděbradech v rodině lékárníka Emanuela Hellicha, bratra historického malíře Josefa Vojtěcha Hellicha. Bohuslav vystudoval Akademické gymnázium v Praze a následně medicínu na lékařské fakultě Karlo-Ferdinandovy univerzity v Praze, kde roku 1884 získal titul doktora medicíny.
V době studií se stal asistentem zoologického oddělení při Národním muzeu pod prof. dr. Antonínem Fričem, pracoval hlavně na mikroskopické fauně českých vod. Roku 1885 zdárně zakončil studium lékařství a přijal následujícího roku místo sekundáře v Zemském ústavu pro choromyslné v Praze. Roku 1886 stal se assistentem české psychiatrické kliniky a roku 1891 habilitoval v oboru psychiarii na české lékařské fakultě pražské univerzity. V letech 1892 až 1894 byl suplujícím profesorem na české psychiatrické klinice.
Roku 1894 se vzdal docentury a přijal funkci primáře v ústavu pro choromyslné v Dobřanech u Plzně, roku 1897 se vrátil do Prahy. Roku 1904 byl jmenován úřadujícím primářem ústavu v Opařanech. Od 1. ledna 1908 stal se suplujícím ředitelem ústavu pro choromyslné v Praze a na sklonku roku byl jmenován ředitelem ústavu a posléze vrchním ředitelem ústavu v Bohnicích.
V roce 1913 stal se vrchním ředitelem všech ústavů pro choromyslné v Praze, téhož roku mu pak byl svěřen prozatímmí, a posléze pak stálý, dohled nad vedením bohnického ústavu po de facto odvolání jejího vedoucího MUDr. Jana Hrašeho, kde profesně působil až do své smrti. Téhož roku byl rakousko-uherskou vládou jmenován členem nejvyšší zdravotní rady ve Vídni.
Na základě podnětu archeologa dr. Josefa Ladislava Píče začal zkoumat nálezy historických lebek v Čechách a podnikal kvůli tomu četné cesty po Čechách. Své poznatky následně publikoval. Jednou z jím prohlížených kosterních pozůstatků byla též lebka české kněžny Ludmily.
Bohuslav Hellich zemřel 26. července 1918 v Praze-Bohnicích následkem onemocnění karcinomu krku ve věku 67 let. Pohřben byl v rodinné hrobce na městském hřbitově v Poděbradech.